# Szinpetri, Borsod-Abaúj-Zemplén
Szinpetri este un sat în districtul Edelény, județul Borsod-Abaúj-Zemplén, Ungaria, având o populație de 264 de locuitori (2011). 

## Demografie
Componența etnică a satului Szinpetri
     Maghiari (89,02%)
     Romi (10,98%)
Componența confesională a satului Szinpetri
     Reformați (62,5%)
     Romano-catolici (12,12%)
     Fără religie (6,06%)
     Greco-catolici (1,14%)
     Necunoscută (18,18%)
     Alte religii (3,41%)
Conform recensământului din 2011, satul Szinpetri avea 264 de locuitori. Din punct de vedere etnic, majoritatea locuitorilor (89,02%) erau maghiari, cu o minoritate de romi (10,98%).  Din punct de vedere confesional, majoritatea locuitorilor (62,5%) erau reformați, existând și minorități de romano-catolici (12,12%), persoane fără religie (6,06%) și greco-catolici (1,14%). Pentru 18,18% din locuitori nu este cunoscută apartenența confesională.